# AAA-Saison 1921
Die AAA-Saison 1921 war die 4. Meisterschaftssaison im US-amerikanischen Formelsport. Sie begann am 27. Februar in Beverly Hills und endete am 11. Dezember in San Carlos (Kalifornien). Tommy Milton sicherte sich den Titel.

## Rennergebnisse
| Nr. | Datum         | Veranstaltung (Rennstrecke)                                           | Meilen | Sieger                   | Sieger                   | Siegerteam |
| --- | ------------- | --------------------------------------------------------------------- | ------ | ------------------------ | ------------------------ | ---------- |
| 01  | 27. Februar   | Beverly Hills (Los Angeles Motor Speedway) (HB)                       | 25     | Lauf 1                   | Ralph DePalma            | Ballot     |
| 02  | 27. Februar   | Beverly Hills (Los Angeles Motor Speedway) (HB)                       | 25     | Lauf 2                   | Roscoe Sarles            | Duesenberg |
| 03  | 27. Februar   | Beverly Hills (Los Angeles Motor Speedway) (HB)                       | 25     | Lauf 3                   | Jimmy Murphy             | Duesenberg |
| 04  | 27. Februar   | Beverly Hills (Los Angeles Motor Speedway) (HB)                       | 25     | Lauf 4                   | Tommy Milton             | Miller     |
| 05  | 27. Februar   | Beverly Hills (Los Angeles Motor Speedway) (HB)                       | 50     | Hauptlauf                | Ralph DePalma            | Ballot     |
| 06  | 10. April     | Beverly Hills (Los Angeles Motor Speedway) (HB)                       | 25     | Lauf 1                   | Ralph DePalma            | Ballot     |
| 07  | 10. April     | Beverly Hills (Los Angeles Motor Speedway) (HB)                       | 25     | Lauf 2                   | Eddie Pullen             | Duesenberg |
| 08  | 10. April     | Beverly Hills (Los Angeles Motor Speedway) (HB)                       | 25     | Lauf 3                   | Joe Thomas               | Duesenberg |
| 09  | 10. April     | Beverly Hills (Los Angeles Motor Speedway) (HB)                       | 25     | Lauf 4                   | Jimmy Murphy             | Duesenberg |
| 10  | 10. April     | Beverly Hills (Los Angeles Motor Speedway) (HB)                       | 50     | Hauptlauf                | Jimmy Murphy             | Duesenberg |
| 11  | 30. April     | Raisin Day Classic (Fresno Speedway) (HB)                             | 150    | Joe Thomas               | Joe Thomas               | Duesenberg |
| 12  | 30. Mai       | International 500 Mile Sweepstakes (Indianapolis Motor Speedway) (ZO) | 500    | Tommy Milton             | Tommy Milton             | Frontenac  |
| 13  | 18. Juni      | Universal Trophy Race (Uniontown Speedway) (HB)                       | 225    | Roscoe Sarles            | Roscoe Sarles            | Duesenberg |
| 14  | 04. Juli      | Tacoma Race (Pacific Coast Speedway) (HB)                             | 250    | Tommy Milton             | Tommy Milton             | Miller     |
| 15  | 14. August    | Cotati Race 1 (Cotati Speedway) (HB)                                  | 150    | Eddie Hearne             | Eddie Hearne             | Duesenberg |
| 16  | 05. September | 5th Annual Autumn Classic (Uniontown Speedway) (HB)                   | 225    | Issac Phillips Fetterman | Issac Phillips Fetterman | Duesenberg |
| 17  | 01. Oktober   | San Joaquin Valley Classic (Fresno Speedway) (HB)                     | 150    | Earl Cooper              | Earl Cooper              | Duesenberg |
| 18  | 23. Oktober   | Cotati Race 2 (Cotati Speedway) (HB)                                  | 150    | Roscoe Sarles            | Roscoe Sarles            | Duesenberg |
| 19  | 24. November  | Beverly Hills Race 11 (Los Angeles Motor Speedway) (HB)               | 250    | Eddie Hearne             | Eddie Hearne             | Duesenberg |
| 20  | 11. Dezember  | San Carlos Race (San Francisco Speedway) (HB)                         | 250    | Jimmy Murphy             | Jimmy Murphy             | Duesenberg |

- Erklärung: HB: Holzbahn (Board track), ZO: Ziegelsteinoval

## Fahrer-Meisterschaft (Top 10)
| 1. | Tommy Milton  | 2230 |
| 2. | Roscoe Sarles | 1980 |
| 3. | Eddie Hearne  | 1399 |
| 4. | Jimmy Murphy  | 1215 |
| 5. | Joe Thomas    | 715  |

| 6.  | Isaac Phillips Fetterman | 400 |
| 7.  | Eddie Miller             | 395 |
| 8.  | Ralph DePalma            | 355 |
| 9.  | Earl Cooper              | 300 |
| 10. | Frank Elliott            | 265 |